# Baltische Fußballmeisterschaft 1923/24
Die baltische Fußballmeisterschaft 1923/24 des Baltischen Rasen- und Wintersport-Verbandes gewann der VfB Königsberg im Endrundenturnier ungeschlagen mit sechs Punkten Vorsprung vor dem Stettiner SC und dem TuFC Preußen Danzig. Dies war der insgesamt sechste Gewinn der baltischen Fußballmeisterschaft für die Königsberger, die sich dadurch für die deutsche Fußballmeisterschaft 1923/24 qualifizierten. Dort schied Königsberg bereits im Viertelfinale nach einer 1:6-Auswärtsniederlage gegen die SpVgg 1899 Leipzig-Lindenau aus. 

## Modus und Übersicht
Die Vereine im Baltische Rasen- und Wintersport-Verband waren in der Saison 1923/24 erneut in drei Kreise eingeteilt, die Kreismeister qualifizierten sich für die Endrunde um die baltische Fußballmeisterschaft. In Ostpreußen und Pommern gab es  mehrere Bezirksklassen, deren Sieger in einer Endrunde den jeweiligen Kreismeister ausspielten.
| Kreis      | Kreismeister        |
| ---------- | ------------------- |
| Ostpreußen | VfB Königsberg      |
| Danzig     | TuFC Preußen Danzig |
| Pommern    | Stettiner SC        |

## Kreis I Ostpreußen
In Ostpreußen wurde erneut in sieben regionalen Bezirksligen gespielt. Die Sieger dieser Ligen trafen dann in der ostpreußischen Endrunde aufeinander.

### Bezirk I Königsberg
| Pl. | Verein                           | Sp. | S  | U | N  | Tore    | Quote | Punkte |
| --- | -------------------------------- | --- | -- | - | -- | ------- | ----- | ------ |
| 1.  | VfB Königsberg (BM) (M)          | 14  | 11 | 3 | 0  | 056:120 | 4,67  | 25:30  |
| 2.  | SV Prussia-Samland Königsberg    | 14  | 10 | 3 | 1  | 047:200 | 2,35  | 23:50  |
| 3.  | Königsberger STV                 | 13  | 7  | 1 | 5  | 050:300 | 1,67  | 15:11  |
| 4.  | SC Hansa Königsberg (N)          | 13  | 6  | 1 | 6  | 018:390 | 0,46  | 13:13  |
| 5.  | SpVgg ASCO Königsberg            | 13  | 5  | 2 | 6  | 019:230 | 0,83  | 12:14  |
| 6.  | SV Rasensport-Preußen Königsberg | 14  | 2  | 5 | 7  | 024:330 | 0,73  | 09:19  |
| 7.  | SC Baltia Königsberg a           | 14  | 2  | 2 | 10 | 017:400 | 0,43  | 06:22  |
| 8.  | Concordia Königsberg             | 13  | 1  | 3 | 9  | 019:530 | 0,36  | 05:21  |

| (BM) | baltischer Titelverteidiger       |
| (M)  | Titelverteidiger Kreis Ostpreußen |
| (N)  | Aufsteiger                        |

### Bezirk II Tilsit
| Pl. | Verein                     | Sp. | S | U | N | Tore    | Quote | Punkte |
| --- | -------------------------- | --- | - | - | - | ------- | ----- | ------ |
| 1.  | SC Lituania Tilsit         | 5   | 4 | 0 | 1 | 014:400 | 3,50  | 08:20  |
| 2.  | VfK Tilsit 1911/21 (N)     | 4   | 2 | 0 | 2 | 001:600 | 0,17  | 04:40  |
| 3.  | Sportabt. MTV Memel        | 3   | 1 | 0 | 2 | 006:500 | 1,20  | 02:40  |
| 4.  | VfR Tilsit (N)             | 0   | 0 | 0 | 0 | 000:000 | 1,00  | 0:0    |
| 5.  | Sportabt. MTV Memel II (N) | 2   | 0 | 0 | 2 | 000:600 | 0,00  | 0:40   |

| (N) | Aufsteiger |

### Bezirk III Insterburg-Gumbinnen
Das Zustandekommen der Differenz in den Toren konnte vom DSFS nicht eruiert werden.
| Pl. | Verein                | Sp. | S | U | N | Tore    | Quote | Punkte |
| --- | --------------------- | --- | - | - | - | ------- | ----- | ------ |
| 1.  | SV Stallupönen        | 8   | 6 | 2 | 0 | 015:900 | 1,67  | 14:20  |
| 2.  | SV Insterburg         | 8   | 3 | 3 | 2 | 024:150 | 1,60  | 09:70  |
| 3.  | SC Ost Eydtkuhnen (N) | 8   | 2 | 3 | 3 | 009:160 | 0,56  | 07:90  |
| 4.  | FC Preußen Gumbinnen  | 8   | 2 | 2 | 4 | 013:230 | 0,57  | 06:10  |
| 5.  | SC Preußen Insterburg | 8   | 2 | 0 | 6 | 017:190 | 0,89  | 04:12  |

| (N) | Aufsteiger |

### Bezirk IV Südostpreußen
| Pl. | Verein                     | Sp. | S | U | N | Tore    | Quote | Punkte |
| --- | -------------------------- | --- | - | - | - | ------- | ----- | ------ |
| 1.  | SV Viktoria Allenstein     | 3   | 3 | 0 | 0 | 013:300 | 4,33  | 06:0   |
| 2.  | SV Allenstein              | 4   | 1 | 2 | 1 | 008:700 | 1,14  | 04:40  |
| 3.  | SV Hindenburg Allenstein b | 2   | 1 | 0 | 1 | 002:300 | 0,67  | 02:20  |
| 4.  | VfB Osterode               | 3   | 0 | 2 | 1 | 004:900 | 0,44  | 02:40  |
| 5.  | VfB Deutsch Eylau (N)      | 1   | 0 | 0 | 1 | 003:600 | 0,50  | 0:20   |
| 6.  | Osteroder SC 1908          | 1   | 0 | 0 | 1 | 001:300 | 0,33  | 0:20   |

| (N) | Aufsteiger |

### Bezirk V Masuren
| Pl. | Verein              | Sp. | S | U | N | Tore    | Quote | Punkte |
| --- | ------------------- | --- | - | - | - | ------- | ----- | ------ |
| 1.  | SV Sensburg 1920    | 3   | 2 | 0 | 1 | 012:600 | 2,00  | 04:20  |
| 2.  | SV Masovia Lyck     | 3   | 1 | 2 | 0 | 006:500 | 1,20  | 04:20  |
| 3.  | SV Schupo Lyck      | 1   | 0 | 1 | 0 | 003:300 | 1,00  | 01:10  |
| 4.  | SV Marggrabowa 1915 | 3   | 0 | 1 | 2 | 003:100 | 0,30  | 01:50  |

### Bezirk VI Ostpreußen West
| Pl. | Verein             | Sp. | S | U | N | Tore    | Quote | Punkte |
| --- | ------------------ | --- | - | - | - | ------- | ----- | ------ |
| 1.  | SV Viktoria Elbing | 7   | 5 | 0 | 2 | 017:900 | 1,89  | 10:40  |
| 2.  | Marienburger SV 05 | 6   | 5 | 0 | 1 | 019:800 | 2,38  | 10:20  |
| 3.  | Elbinger SV        | 7   | 4 | 0 | 3 | 014:150 | 0,93  | 08:60  |
| 4.  | SV Marienwerder    | 6   | 1 | 0 | 5 | 006:140 | 0,43  | 02:10  |
| 5.  | VfR Hansa Elbing   | 6   | 1 | 0 | 5 | 007:170 | 0,41  | 02:10  |

Nach Abschluss der Spielklasse waren Viktoria Elbing und der Marienburger SV punktgleich, so dass ein Entscheidungsspiel um die Bezirksmeisterschaft nötig war. Aus Terminnot wurde jedoch Viktoria Elbing vom Bezirksspielausschuss als Teilnehmer des Bezirkes VI an der ostpreußischen Fußballendrunde gemeldet. Das Entscheidungsspiel um die Bezirksmeisterschaft fand dann erst am 31. August 1924 statt, Elbing setzte sich mit 6:0 durch, doch der Marienburger SV legte erfolgreich auf Grund von irregulären Platzverhältnissen Protest ein. Das Wiederholungsspiel, welches dann erst am 19. November 1924 ausgetragen wurde, konnte Elbing mit 4:1 nach Verlängerung für sich entscheiden.
| Datum             |             | Ergebnis  |                    | Ort    |
| ----------------- | ----------- | --------- | ------------------ | ------ |
| 31. August 1924   | Elbinger SV | c6:0 c    | Marienburger SV 05 | Elbing |
| 19. November 1924 | Elbinger SV | 4:1 n. V. | Marienburger SV 05 | Elbing |

### Bezirk VII Ostpreußen Mitte
Aus dem Bezirk VII Ostpreußen Mitte ist nur der Sieger, SV Hindenburg Rastenburg, überliefert.

### Endrunde um die ostpreußische Meisterschaft
Qualifiziert für die diesjährige ostpreußische Endrunde waren die Sieger der sieben Bezirken. Die Endrunde wurde in zwei Gruppen ausgespielt, die Gruppensieger trafen im Finale aufeinander.

#### Gruppe A
| Pl. | Verein                                                  | Sp. | S | U | N | Tore    | Quote | Punkte |
| --- | ------------------------------------------------------- | --- | - | - | - | ------- | ----- | ------ |
| 1.  | VfB Königsberg (BM) (M) (Sieger Bezirk I Königsberg)    | 2   | 1 | 1 | 0 | 003:300 | 1,00  | 03:10  |
| 2.  | SC Lituania Tilsit (Sieger Bezirk II Tilsit)            | 2   | 1 | 1 | 0 | 007:300 | 2,33  | 03:10  |
| 3.  | SV Stallupönen (Sieger Bezirk III Insterburg-Gumbinnen) | 0   | 0 | 0 | 0 | 000:400 | 0,00  | 0:0    |

| (BM) | baltischer Titelverteidiger       |
| (M)  | Titelverteidiger Kreis Ostpreußen |

Entscheidungsspiel Platz 1:
| Datum            |                    | Ergebnis |                | Ort    |
| ---------------- | ------------------ | -------- | -------------- | ------ |
| 4. November 1923 | SC Lituania Tilsit | 0:7      | VfB Königsberg | Tilsit |

#### Gruppe B
| Pl. | Verein                                                        | Sp. | S | U | N | Tore    | Quote | Punkte |
| --- | ------------------------------------------------------------- | --- | - | - | - | ------- | ----- | ------ |
| 1.  | SV Viktoria Allenstein (Sieger Bezirk IV Südostpreußen)       | 3   | 2 | 0 | 1 | 003:100 | 3,00  | 04:20  |
| 2.  | SV Sensburg 1920 (Sieger Bezirk V Masuren)                    | 3   | 2 | 0 | 1 | 002:300 | 0,67  | 04:20  |
| 3.  | SV Hindenburg Rastenburg (Sieger Bezirk VII Ostpreußen Mitte) | 3   | 1 | 0 | 2 | 002:100 | 2,00  | 02:40  |
| 4.  | SV Viktoria Elbing (Sieger Bezirk VI Ostpreußen West)         | 3   | 1 | 0 | 2 | 005:700 | 0,71  | 02:40  |

Entscheidungsspiel Platz 1:
| Datum            |                        | Ergebnis |                  |
| ---------------- | ---------------------- | -------- | ---------------- |
| 21. Oktober 1923 | SV Viktoria Allenstein | 4:1      | SV Sensburg 1929 |

#### Finale Ostpreußen
| Datum             |                | Ergebnis |                        | Ort        |
| ----------------- | -------------- | -------- | ---------------------- | ---------- |
| 25. November 1923 | VfB Königsberg | 5:2      | SV Viktoria Allenstein | Königsberg |

## Kreis II Danzig
In Danzig wurde die oberste Liga in dieser Spielzeit in zwei Gruppen ausgespielt, die Gruppensieger trafen im Finale aufeinander. Die jeweils Gruppenletzten spielten in zwei Abstiegsspielen den Absteiger in die 1. Klasse aus.

### Gruppe A
| Pl. | Verein                  | Sp. | S | U | N | Tore    | Quote | Punkte |
| --- | ----------------------- | --- | - | - | - | ------- | ----- | ------ |
| 1.  | TuFC Preußen Danzig (M) | 6   | 4 | 1 | 1 | 026:120 | 2,17  | 09:30  |
| 2.  | Danziger SC             | 6   | 4 | 0 | 2 | 021:110 | 1,91  | 08:40  |
| 3.  | VfL Danzig A            | 6   | 1 | 2 | 3 | 005:900 | 0,56  | 04:80  |
| 4.  | TuSV Zoppot (N)         | 6   | 1 | 1 | 4 | 005:250 | 0,20  | 03:90  |

| (M) | Titelverteidiger Kreis Danzig |
| (N) | Aufsteiger                    |

### Gruppe B
| Pl. | Verein                  | Sp. | S | U | N | Tore    | Quote | Punkte |
| --- | ----------------------- | --- | - | - | - | ------- | ----- | ------ |
| 1.  | SV Ostmark Danzig       | 8   | 6 | 0 | 2 | 020:150 | 1,33  | 12:40  |
| 2.  | SV Schutzpolizei Danzig | 8   | 6 | 0 | 2 | 019:100 | 1,90  | 12:40  |
| 3.  | SV Neufahrwasser        | 8   | 3 | 2 | 3 | 013:110 | 1,18  | 08:80  |
| 4.  | VfL Danzig B d (N)      | 8   | 3 | 2 | 3 | 015:160 | 0,94  | 08:80  |
| 5.  | ASV Danzig (N)          | 8   | 0 | 0 | 8 | 005:200 | 0,25  | 0:16   |

| (N) | Aufsteiger |

Entscheidungsspiel Platz 1:
| Datum             |                   | Ergebnis |                  |
| ----------------- | ----------------- | -------- | ---------------- |
| 11. November 1923 | SV Ostmark Danzig | 2:1      | SV Schupo Danzig |

### Abstiegsspiele
| Datum                          |            | Gesamt |             | Hinspiel | Rückspiel |
| ------------------------------ | ---------- | ------ | ----------- | -------- | --------- |
| 28. Oktober / 4. November 1923 | ASV Danzig | 02:12  | TuSV Zoppot | 1:3      | 1:9       |

### Finale Danzig
Das Hinspiel fand am 18. November 1923, das Rückspiel am 25. November 1923 statt. Da beide Mannschaften jeweils eine Partie gewinnen konnten und eine Addition der Ergebnisse nicht vorgesehen war, kam es am 9. Dezember 1923 zu einem Entscheidungsspiel.
|                                       | Gesamt |                                     | Hinspiel | Rückspiel | 3. Spiel |
| ------------------------------------- | ------ | ----------------------------------- | -------- | --------- | -------- |
| TuFC Preußen Danzig (Sieger Gruppe A) | 6:2    | SV Ostmark Danzig (Sieger Gruppe B) | 0:1      | 3:0       | 3:1      |

## Kreis III Pommern
Der Kreis Pommern war erneut in sieben Bezirken eingeteilt, die Bezirkssieger spielten in der pommerschen Fußballendrunde den Kreismeister Pommerns aus.

### Bezirk I Stolp
Zum Zeitpunkt der Meldefrist der Teilnehmer an der pommerschen Endrunde lag Sturm Lauenburg an der Tabellenspitze. Im Nachhinein wurden jedoch einige Spiele nachträglich als verloren gewertet, so dass Germania Stolp Bezirksmeister wurde.
| Pl. | Verein             | Sp. | S | U | N | Tore    | Quote | Punkte |
| --- | ------------------ | --- | - | - | - | ------- | ----- | ------ |
| 1.  | SV Germania Stolp  | 8   | 6 | 2 | 0 | 021:300 | 7,00  | 14:20  |
| 2.  | SV Fortuna Stolp   | 8   | 5 | 1 | 2 | 005:900 | 0,56  | 11:50  |
| 3.  | SV Viktoria Stolp  | 8   | 4 | 1 | 3 | 010:120 | 0,83  | 09:70  |
| 4.  | SV Sturm Lauenburg | 8   | 1 | 0 | 7 | 002:400 | 0,50  | 02:14  |
| 5.  | RSV Pfeil Schlawe  | 8   | 1 | 0 | 7 | 003:130 | 0,23  | 02:14  |

### Bezirk II Köslin
Die Abschlusstabelle aus dem Bezirk Köslin ist nicht überliefert, der SV 1910 Kolberg wurde Bezirksmeister, folgende Mannschaften nahmen teil:
| Verein               |
| -------------------- |
| SV 1910 Kolberg      |
| SV Preußen Köslin    |
| Kösliner SV Phönix   |
| SV Viktoria Kolberg  |
| SC Alemannia Kolberg |
| VfB 1911 Belgard     |
| SV 1910 Kolberg II   |

### Bezirk III Stettin
| Pl. | Verein                   | Sp. | S | U | N  | Tore    | Quote | Punkte |
| --- | ------------------------ | --- | - | - | -- | ------- | ----- | ------ |
| 1.  | Stettiner SC             | 12  | 7 | 3 | 2  | 027:120 | 2,25  | 17:70  |
| 2.  | SC Preußen Stettin       | 12  | 7 | 1 | 4  | 022:190 | 1,16  | 15:90  |
| 3.  | Stettiner FC Titania (M) | 12  | 6 | 2 | 4  | 030:140 | 2,14  | 14:10  |
| 4.  | VfB Stettin              | 12  | 6 | 2 | 4  | 018:210 | 0,86  | 14:10  |
| 5.  | VfL Stettin e            | 12  | 5 | 1 | 6  | 015:170 | 0,88  | 11:13  |
| 6.  | SC Blücher Stettin       | 12  | 4 | 3 | 5  | 020:300 | 0,67  | 11:13  |
| 7.  | BC 1919 Stettin f        | 12  | 0 | 2 | 10 | 001:200 | 0,05  | 02:22  |

| (M) | Titelverteidiger Kreis Pommern |

### Bezirk IV Pyritz
Die Bezirksbezeichnung wechselte zur kommenden Spielzeit zum Namen Bezirk IV Stargard, da der Ort Pyritz fußballerisch keine Rolle mehr spielte.
| Pl. | Verein                 |
| --- | ---------------------- |
| 1.  | Stargarder SC 1910     |
| 2.  | SC Viktoria Stargard   |
| 3.  | SV Preußen 1922 Pyritz |

### Bezirk V Schneidemühl
| Pl. | Verein                             | Sp. | S | U | N | Tore    | Quote | Punkte |
| --- | ---------------------------------- | --- | - | - | - | ------- | ----- | ------ |
| 1.  | SV Deutsch Krone                   | 5   | 5 | 0 | 0 | 012:400 | 3,00  | 10:0   |
| 2.  | SV Hertha Schneidemühl             | 9   | 4 | 2 | 3 | 015:900 | 1,67  | 10:80  |
| 3.  | FC Viktoria Schneidemühl           | 7   | 4 | 1 | 2 | 018:160 | 1,13  | 09:50  |
| 4.  | SV Hellas Schönlanke               | 6   | 4 | 0 | 2 | 013:600 | 2,17  | 08:40  |
| 5.  | FC Germania Schneidemühl           | 8   | 2 | 1 | 5 | 011:150 | 0,73  | 05:11  |
| 6.  | SC Erika Schneidemühl              | 6   | 0 | 0 | 6 | 005:160 | 0,31  | 0:12   |
| 7.  | SV Fürst Bismarck Schneidemühl (N) | 1   | 0 | 0 | 1 | 001:900 | 0,11  | 0:20   |
| 8.  | SV Flatow g                        | 0   | 0 | 0 | 0 | 000:000 | 1,00  | 0:0    |

| (N) | Aufsteiger |

### Bezirk VI Vorpommern
Aus dem Bezirk Vorpommern ist aktuell nur der Sieger, Pasewalker SC, und der weitere Teilnehmer SC Preusen Strasburg überliefert.

### Bezirk VII Gollnow
Aus dem Bezirk Gollnow ist aktuell nur der Sieger, SC Regenwalde, überliefert.

### Endrunde um die pommersche Meisterschaft
Die qualifizierten Mannschaften trafen im K.-o.-System aufeinander, um den pommerschen Fußballmeister zu ermitteln.
Vorrunde
| Datum                                                         |                                                | Ergebnis |                                                 | Ort        |
| ------------------------------------------------------------- | ---------------------------------------------- | -------- | ----------------------------------------------- | ---------- |
| 10. Februar 1924                                              | Stettiner SC (Sieger Bezirk III Stettin)       | 4:0      | SV Deutsch Krone (Sieger Bezirk V Schneidemühl) | Stettin    |
| 10. Februar 1924                                              | Stargarder SC (Sieger Bezirk IV Pyritz)        | 12:10    | Pasewalker SC (Sieger Bezirk VI Vorpommern)     | Stargard   |
| 10. Februar 1924                                              | SC Regenwalde 1920 (Sieger Bezirk VII Gollnow) | 2:0      | SV 1910 Kolberg (Sieger Bezirk II Köslin)       | Regenwalde |
| SV Sturm Lauenburg (Sieger Bezirk I Stolp) hatte ein Freilos. |                                                |          |                                                 |            |

Halbfinale
| Datum            |               | Ergebnis |                    | Ort      |
| ---------------- | ------------- | -------- | ------------------ | -------- |
| 17. Februar 1924 | Stargarder SC | 2:0      | SC Regenwalde 1920 | Stargard |
| 24. Februar 1924 | Stettiner SC  | 5:0      | SV Sturm Lauenburg | Stettin  |

Finale
| Datum        |              | Ergebnis |               | Ort     |
| ------------ | ------------ | -------- | ------------- | ------- |
| 2. März 1924 | Stettiner SC | 1:0      | Stargarder SC | Stettin |

## Endrunde um die baltische Fußballmeisterschaft
Die Endrunde um die baltische Fußballmeisterschaft wurde in der Saison 1923/24 im Rundenturnier erneut mit Hin- und Rückspiel ausgetragen. Qualifiziert waren die drei Kreismeister. Der VfB Königsberg dominierte die Endrunde und gewann ungeschlagen seinen sechsten Meistertitel des Baltischen Rasen- und Wintersportverbandes, darunter der vierte in Folge.

### Kreuztabelle
| 1924                | VfB Königsberg | TuFC Preußen Danzig | Stettiner SC |
| ------------------- | -------------- | ------------------- | ------------ |
| VfB Königsberg      |                | 7:0                 | +0:0 g       |
| TuFC Preußen Danzig | 1:2            |                     | 2:0 h        |
| Stettiner SC        | 2:3            | 1:1                 |              |

### Abschlusstabelle
| Pl. | Verein                                       | Sp. | S | U | N | Tore    | Quote | Punkte |
| --- | -------------------------------------------- | --- | - | - | - | ------- | ----- | ------ |
| 1.  | VfB Königsberg (Sieger Kreis I Ostpreußen)   | 4   | 4 | 0 | 0 | 012:300 | 4,00  | 08:0   |
| 2.  | TuFC Preußen Danzig (Sieger Kreis II Danzig) | 4   | 1 | 1 | 2 | 004:100 | 0,40  | 03:50  |
| 3.  | Stettiner SC (Sieger Kreis III Pommern)      | 4   | 0 | 1 | 3 | 003:600 | 0,50  | 01:70  |